# サラ・ヒスー
サラ・ヒスー（Salah Hissou, アラビア語: صلاح حيسو, 1972年1月16日 - ）は、モロッコの陸上競技選手である。カスバ・タドラ出身。1996年アトランタオリンピック男子10000mの銅メダリストである。オリンピック後、10000mで26分38秒08の世界新記録を達成した。

## 主な実績
| 年   | 大会                     | 場所                         | 種目   | 結果 | 記録     |
| ---- | ------------------------ | ---------------------------- | ------ | ---- | -------- |
| 1996 | オリンピック             | アトランタ（アメリカ合衆国） | 10000m | 銅   | 27:24.67 |
| 1996 | IAAFグランプリファイナル | ミラノ（イタリア）           | 5000m  | 銀   | 12:54.83 |
| 1997 | 世界陸上選手権           | アテネ（ギリシャ）           | 10000m | 銅   | 27:28.67 |
| 1999 | 世界陸上選手権           | セビリア（スペイン）         | 5000m  | 金   | 12:58.13 |

## 自己ベスト
- 1500m - 3:35.95 (1996年)
- 3000m - 7:28.93 (1999年)
- 5000m - 12:50.80 (1996年)
- 10000m - 26:38.08 (1996年)
- ハーフマラソン- 1:01.56 (2001年)